# Saint-Aubin-Montenoy
Saint-Aubin-Montenoy település Franciaországban, Somme megyében. Lakosainak száma 217 fő (2022. január 1.). Saint-Aubin-Montenoy Bougainville, Bussy-lès-Poix, Fresnoy-au-Val, Fricamps, Hornoy-le-Bourg, Molliens-Dreuil és Thieulloy-l’Abbaye községekkel határos.

## Népesség
A település népessége az elmúlt években az alábbi módon változott:
| Lakosok száma | 226  | 229  | 231  | 225  | 223  | 221  | 218  | 216  | 217  |
|               | 2013 | 2015 | 2016 | 2017 | 2018 | 2019 | 2020 | 2021 | 2022 |